# 东罗泽贝克
东罗泽贝克（荷蘭語：Oostrozebeke，荷蘭語發音：[ˌoːstˈroːzəbeːkə]）是比利时弗拉芒大區西佛兰德省蒂爾特區的一个市镇，通行荷蘭語，是弗拉芒社群的一部分，面积16.72平方千米，人口7,849人（2018年1月1日）。